# SYR6: Koncertas Stan Brakhage Prisiminimui
SYR6: Koncertas Stan Brakhage Prisiminimui je EP americké rockové kapely Sonic Youth. Bylo vydáno pod vydavatelstvím skupiny Sonic Youth Recordings (odtud zkratka SYR v názvu). Celé album je litevsky.

## Skladby
1. "Heavy Jam #1" – 24:16
2. "Heavy Jam #2" – 14:13
3. "Heavy Jam #3" – 27:02